# Leucania scirpicola
Leucania scirpicola är en fjärilsart som beskrevs av Achille Guenée 1852. Leucania scirpicola ingår i släktet Leucania och familjen nattflyn. Inga underarter finns listade i Catalogue of Life.